# 한궁
한궁(韓弓,HANGUNG 또는 Korean Hands Archery, Hands Archery)은 대한민국에서 탄생한 생활체육이다. 양손운동을 통해 좌,우 집중력과 팔의 유연성 및 근력을 키우고 신체의 좌우 평형성을 증진시킬 수 있다. 한궁은 전통놀이인 투호와 전통종목인 궁도(국궁), 그리고 서양의 양궁과 다트의 장점을 안전한 한궁핀과 자동점수 합산되는 IT기술을 접목시킨 생활체육이다. 한궁은 안전한 자석식 한궁핀을 점수가 자동합산되어 나오는 한궁 표적판(1~10점)에 왼손,오른손 각각 5회씩 투구하여 양손합산 점수를 비교하여 승패를 가리는 대한민국의 대표적인 창시형 전통종목이다..

## 한궁 창시자

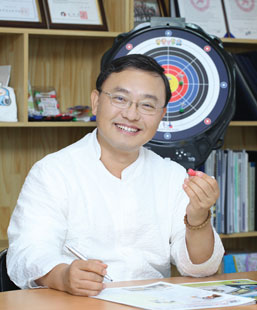
한궁 창시자 허광

허광(許光,Kwang Hu, 1962~)은 대한민국의 노인,장애인,어린이 생활체육용품 발명가이며 한궁세계화연구소장, 대한한궁협회 회장으로 한궁의 창시자이다.
대한민국 서울에서 태어나 한국체육대학원에 건강관리전공, 인하대학교 기계공학을 전공하였다. 남녀노소, 장애인, 가족이 다 함께 할 수 있는 생활스포츠의 개발 필요성을 느껴 한궁, 한궁핀과
한궁보드 등에 대한 발명특허를 등록하고 양손 스트레칭 투구운동방식으로 생활체육에 적합한 경기규정을 만들었다. 또한 양손투구 점수를 기록·평가하는 KH Card를
만들어 한궁 생활체육종목을 만들었다.
그리고 이를 세계적인 생활체육으로 보급하기 위해 대한민국 경기도 안산에 대한한궁협회를 만들어 노인한궁체육, 장애인한궁체육, 학교한궁체육, 유소년 한궁체육으로 발전시켜 2010년부터 매년 대한노인회장기 전국한궁대회를 개최해 대한민국의 대표적인 생활체육종목으로 정착시켰다. 또한 일본 전국지체부아유아자 부모연합회를 통해 장애인 생활체육대회를 개최해 소외계층의 대표적인 생활체육문화와 한궁의 세계화에 대한 기틀을 마련했다.
2012년부터 건강한 삶과 체육복지를 위해 한궁체육복지신문을 발행하여 생활체육 종목 개발 및 체육복지 실현에 큰 역할을 해오고 있다.
2013년 한궁교본을 발간하고, 한궁스포츠에 대한 지적재산권 및 저작권을 보유하여 한궁이 세계적인 생활스포츠로 성장하는데 기반을 마련했다.

## 한궁보드(Hangung Board)

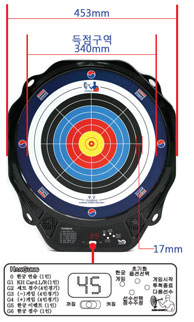
한궁보드 규격

한궁에 사용되는 한궁보드는 양궁표적판을 채택하여 1~10의 점수체계를 가져 고도의 집중력을 요하게 한다.
표적판의 8개의 선은 투구의 위치와 방향을 정확히 알게하여 선수들의 투구자세 교정과 힘의 조절을 인지하도록 하고 집중력을 높인다.
한궁보드에는 발명특허인 다중 충격 접점 인식기술과 자동점수합산이라는 IT기술이 접목되었다.
한궁 표적판은 직경 340mm의 득점구역, 453mm 크기의 한궁보드케이스, 17mm의 점수구간이 경기규격이며 1.5V AA배터리 3개로 구동된다.

## 한궁핀(Hangung Pin)
한궁핀은 계단식으로 된 둥근자석을 한궁핀 헤드 속에 초음파 접착방식으로 만들어졌다. 날개부분은 부드러운 재질로 만들어져 깨지지 않고 안전하다.
대한한궁협회의 공인인증제품으로 전국대회를 포함한 각종 대회 규격에 맞는 핀이다. 한궁보드(Hangung board)와의 부착면 모서리는 둥근 모양으로 되어 한궁핀 투구시 찍힘을 최소화하도록 설계되어있다. 규격은 직경 8mm(유럽형은 20mm), 무게 4g, 길이 81mm이다.

## 한궁점수체계(Hangung Scoring System)
한궁표적판은 득점구역의 직경이 340mm이고, 각각의 점수영역은 17mm이다. 점수는 1~10점으로 구성되어있고,
바깥쪽부터 회색라인1,2점 검은색라인 3,4점 파란색라인 5,6점 빨간색라인 7,8점 노란색라인 9,10점으로 배열되어있다.

## 한궁보드 설치높이 및 투구거리(Height and Distance)
설치높이는 한궁전용 삼각받침대의 앞다리 전면 바닥 면으로부터 한궁보드의 중심부까지의 높이를 말하며, 투구거리는 선수의 발 앞쪽 기준선부터
한궁 받침대의 앞쪽 스탠드까지의 거리를 말한다. 설치높이(유치부,초등부,휠체어장애인-1.2m, 중등부, 고등부, 대학부, 일반부-1.35m) 와 투구거리(유치부1.5m,초등부2.0m, 여성·노인부2.5m, 일반부3.0m or 4.0m)는 선수의 성별, 나이, 신체조건 등에 따라 다르게 설정하여 경기를 진행한다.

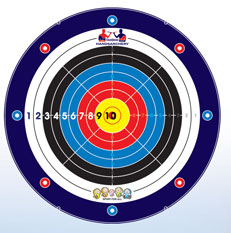
한궁보드의 점수체계
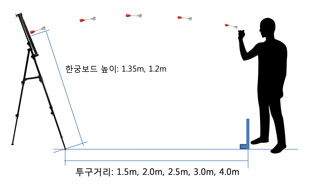
규정된 한궁 투구거리
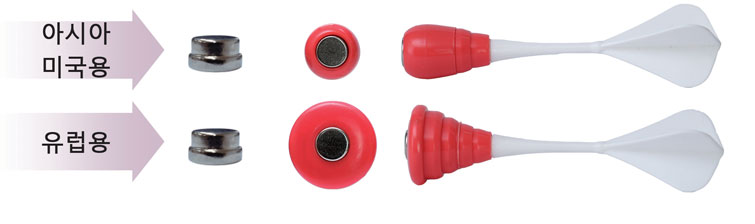
한궁핀(아시아,유럽용)

## 한궁대회
대한노인회장기 전국노인한궁대회
제3회 전국노인한궁대회가 2012년10월18~19일 공주시 백제체육관에서 개최되었다. 2010년부터 사단법인 대한노인회가 주최하고 대한한궁협회가 주관한 대회는 65세이상 노인 700여명이 참가한 가운데 치러졌다.16개시도,직할지회에서 600여명의 한궁선수들이 선발되어 참가하였으며 심판32명, 운영요원10명이 대회진행을 도왔다.

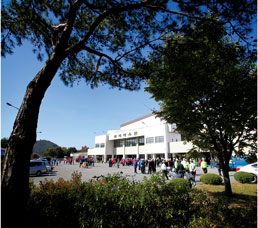
제3회 대한노인회장기 전국한궁대회 장소 공주시 백제체육관
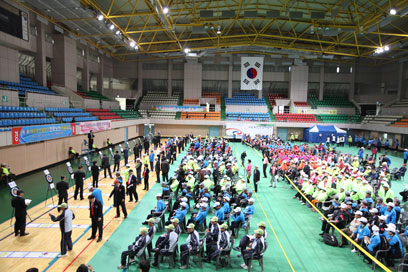
제3회전국한궁대회 전경
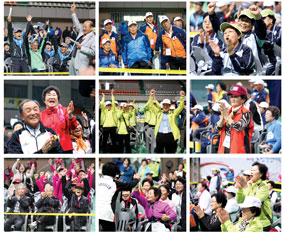
제3회 대한노인회장기 전국한궁대회
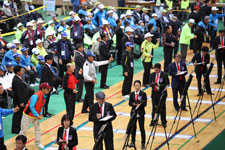
제3회 전국한궁대회 전경사진

## 경기종목
- 단체전 : 2개팀(남성팀10명, 여성팀10명)
- 혼성전 : 1개팀(팀당 남성2명, 여성2명)
- 개인전 : 남성부(2명), 여성부(2명), 회장단선수(100명)

## 팀구성
- 선수는 중복출전 할 수 없으며, 감독이 없어도 팀 구성이 가능하다.
- 선수는 주장을 겸할 수 있다.
- 팀은 지회대회를 통해 선수를 선발하고, 연합회 대회를 통해 전국대회 출전선수를 선발한다.

## 경기 규칙
- 경기 및 심판규정은 대한한궁협회의 경기 규칙을 적용한다.

- 주의 판정

1. 손주의 : 어깨를 벌려 야구하듯이 투구하는 경우
2. 발주의 : 뒷꿈치가 지면에서 떨어진 채로 투구하는 경우
3. 기준선주의 : 기준선을 넘어선 채로 투구하는 경우

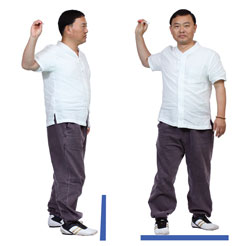
파울- 한궁 투구시 손 주의
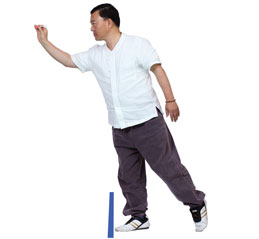
파울- 한궁 투구시 발 주의
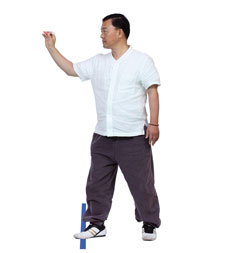
파울- 한궁 투구시 기준선 주의

## 경기 방법
- 예선전 및 8강·4강은 점수제 선발로 하며, 4강부터 토너먼트 방식으로 경기를 진행한다.
- 각 경기의 세트당 선수는 10회투구하며, 오른손과 왼손 각각 5회씩 투구한다.
- 선수는 1회 투구를 50초이내에 실시해야한다.
- 세트간 휴식시간은 단체전/혼성전 1분 이내, 개인전은 30초 이내로 한다.